# I-Suit

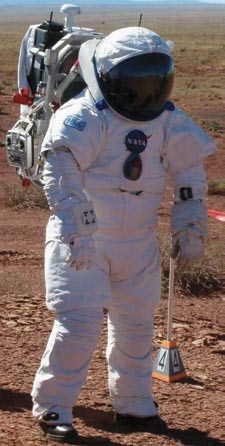
El traje ISuit

El I-Suit es un modelo de traje espacial construido por ILC Dover . El traje comenzó como un demostrador de movilidad EVA , desarrollado para cumplir con un contrato otorgado por la NASA a ILC en 1997.

## Características
El I-Suit está diseñado para múltiples funciones, incluida la excursión planetaria y la EVA. El I-Suit de primera generación está configurada para funcionar con el conjunto de casco EMU y la conexión de muñeca, e incorpora una cadera de 2 rodamientos,  parte de la cintura cintura dura y botas para caminar.

## Versiones
Después de que el I-Suit original se entregó a la NASA, se incorporaron mejoras en el diseño en un traje de segunda generación, incluido un nuevo casco con un rango de visibilidad mejorado, una articulación de cadera / muslo rediseñada y botas y hardware de cintura mejorados. El I-Suit de segunda generación incorpora una escotilla de entrada trasera.
Las tecnologías evaluadas con el traje de segunda generación incluyen textiles electrónicos para usar como botones incorporados en el traje, una pantalla de visualización frontal, capacidad de GPS y software de reconocimiento de voz para permitir que el ocupante del traje reciba información del traje y hardware externo.
El I-Suit, así como el traje Mark III de la ILC , ha participado en las pruebas de campo durante las pruebas de campo anuales de la NASA Desert Research and Technology Studies (D-RATS), durante las cuales los ocupantes del traje interactúan entre sí, y con rovers y otros equipos.
Generación 1 (1997-1998)
Generación 2 (2000-2005) 
Generación 3 (2005-presente)